# Jian’an
Der Stadtbezirk Jian’an (chinesisch 建安区, Pinyin Jiàn'ān Qū, ehemaliger Kreis Xuchang chinesisch 许昌县, Pinyin Xǔchāng Xiàn) ist ein Stadtbezirk unter der verwaltung der bezirksfreien Stadt Xuchang und befindet sich südlich der chinesischen Provinz Henan, östlich der Volksrepublik China. Das Verwaltungsgebiet des Kreises hat eine Fläche von 998,1 km² und er zählt 793.100 Einwohner (Stand: Ende 2018).

## Administrative Gliederung
Der Bezirk Jian'an ist in 18 Townships (Straßen) und 472 Verwaltungsdörfer unterteilt.

## Geschichte
Laut Überlieferung soll es zur Zeit der legendären ersten Kaiser einen Stammesführer Xu Yu (许由) gegeben haben, der sich an diesen Orten am Ufer des Yingshui-Flusses (Yinghe, Yingchuan) niedergelassen hat – woher der Name „Xu“ des heutigen Ortes Xuchang rührt. In der Zhou-Ära befand sich an diesen Orten das Königreich Xu (许国). Unter dem Qin-Reich wurde der Landkreis Xuxian (许县) gegründet. Unter dem Qin-Reich oder unter dem Han-Reich wurde auch der Landkreis Yingyin (颍阴县) geschaffen.
Am Ende des Han-Reiches wurde durch Cao Cao Xuxian zur vorübergehenden Hauptstadt des Reiches wurde. Später wurden diese Ländereien Teil des Königreichs Wei, und im Jahr 221 befahl Cao Pi in Erinnerung an die Tatsache, dass die Blütezeit von Wei genau im Landkreis Xu Xian begann, den Landkreis in Xuchang umzubenennen, was „blühender Xu“ bedeutet.
In der Ära der südlichen und nördlichen Dynastien im Jahr 423, während des Krieges zwischen den nördlichen Wei und den südlichen Song, wurde das Verwaltungszentrum des Kreises Xuchang zerstört, und die Behörden des Kreises Yingchuan waren gezwungen, von dort auf die verbleibende Kontrolle umzuziehen von Northern Wei Changshe (长社县, modernes Changge). 446 wurde der Landkreis Yingyin dem Landkreis Lingying (临颍县) angegliedert. Unter dem östlichen Wei-Reich wurde 534 die Region Yingzhou (颍州) geschaffen, deren Behörden sich in Changsha befanden. Der Kreis Yingyin wurde 539 neu gegründet. 549 zogen die Provinzbehörden erneut nach Yingyin, und die Region Yingzhou wurde in Zhengzhou (郑州) umbenannt. Unter dem Nördlichen Qi-Reich wurde Zhengzhou in Xuzhou (许州) und der Landkreis Yingyin in Changshe umbenannt.
Unter dem Sui-Reich wurde der Landkreis Changshe 583 in Yingchuan (颍川县) umbenannt. 607 wurde die Region Xuzhou in Kreis Yingchuan (颍川郡) umbenannt.
Unter dem Tang-Reich wurde 621 die Region Xuzhou erneut geschaffen und der Landkreis Yingchuan erneut in Changshe umbenannt.
Unter dem späteren Tang-Reich wurde der Landkreis Xuchang 924 in Xutian (许田县) umbenannt, weil die Verwendung des Zeichens „Chang“ vermieden werden sollte, das Teil des persönlichen Namens von Kaiser Li Guochang war. Unter dem Song-Reich im Jahr 1071 wurde der Landkreis Xutian dem Landkreis Changshe angegliedert.
Unter dem Ming-Reich im Jahr 1368 wurde der Landkreis Changshe aufgelöst und seine Ländereien kamen unter die direkte Kontrolle der Behörden der Region Xuzhou. Unter dem Qing-Reich im Jahr 1724 wurde die Region Xuzhou in den Status „direkt regiert“ erhoben (dh sie wurde den Provinzbehörden direkt unterstellt, wobei die Zwischenverbindung in Form eines Rates umgangen wurde). 1734 wurde die Region Xuzhou in den Status einer Regierung erhoben, 1741 jedoch wieder zu einer direkt verwalteten Region reduziert. Nach der Xinhai-Revolution in China wurde die Struktur der Verwaltungsabteilung reformiert und die Regionen mit Räten abgeschafft; 1913 wurde der Landkreis Xuchang (许昌县) auf dem Gebiet geschaffen, das zuvor direkt von den Behörden der Region Xuzhou kontrolliert wurde.
1947 wurde der urbanisierte Teil des Landkreises Xuchang in eine separate Stadt Xuchang aufgeteilt.
1949 wurde der Sonderbezirk Xuchang (许昌专区) gegründet und der Landkreis wurde ein Teil davon. 1960 wurde der Landkreis Xuchang der Stadt Xuchang angegliedert, aber 1961 wieder aufgebaut. 1969 wurde die Sonderregion Xuchang in Landkreis Xuchang (许昌地区) umbenannt. 1986 wurden der Landkreis Xuchang und die Stadt Xuchang durch ein Dekret des Staatsrates der Volksrepublik China aufgelöst und die Stadt Xuchang gegründet.
Im Jahr 2016 wurde der Kreis Xuchang zur Gemeinde Jiang'an ausgebaut, der sich auf Gemeindeebene aus drei Straßenvierteln, sieben Großgemeinden, sechs Gemeinden und einer Nationalitätengemeinde zusammensetzte. Am 5. Februar 2017 wurde der Kreis Xuchang offiziell zurückgezogen und der Bezirk Jian'an eingerichtet.